# Авзе
Авзе (фр. Avezé) је насељено место у Француској у региону Лоара, у департману Сарт.
По подацима из 2011. године у општини је живело 751 становника, а густина насељености је износила 36,09 становника/km².

## Демографија
| 1962. | 1968. | 1975. | 1982. | 1990. | 2011. |
| ----- | ----- | ----- | ----- | ----- | ----- |
| 634   | 533   | 483   | 537   | 554   | 751   |